# Masterchef
Masterchef är ett matlagningstävlingsprogram på BBC som ursprungligen sändes mellan 1990 och 2001, programmet återuppstod 2005 under titeln MasterChef Goes Large, år 2008 återfick programmet sitt ursprungliga namn. Programmet har vidare sålts till Australien, Nya Zeeland, USA, Norge, Frankrike och Grekland. Säsonger har också producerats i Sverige och Finland. Den svenska versionen har titeln Sveriges mästerkock och sänds på TV4, premiären av säsong ett var den 12 januari 2011.
Förutom originalidén finns programmet även i tre specialupplagor, Celebrity MasterChef, MasterChef: The Professionals och Junior MasterChef.
I den ursprungliga serien deltog tre amatörkockar i varje deltävling, totalt nio stycken. Vinnaren i varje deltävling kom till en av de tre semifinaler där man utser de tre finalisterna. Uppdraget de tävlande har är att laga en tre-rätters middag på under två timmar. De tävlande får laga till vad de vill, upp till ett belopp. Programmet sändes varje söndag på BBC One till 2000.
Kockarna har tillgång till samma ingredienser och köksredskap, förutom de fem som de själva tog med. I varje program deltog två domare, en kock och en kändis som bestämde vem som gick vidare. Till 2000 ändrades reglerna och kändisdomaren togs bort och de behövde bara laga till två rätter under 90 minuter. Programmet gjorde uppehåll 2001, och 2005 lanserades Masterchef Goes Large som ersättare till Masterchef. Sedan 2008 har programmet återfått sitt gamla namn. 
Programmet har två fasta domare, John Torode och Gregg Wallace och India Fisher som berättarröst. 
Programmet började sändas fyra dagar i veckan, med fyra veckor som deltävlingar, och en vecka som kvartsfinal. I varje kvartsfinal tog sig en person vidare till semifinal. Totalt kom sex tävlande vidare till semifinalen.
Sedan 2010 kan domarna ta fram flera eller färre vinnare till kvartsfinalen.